# ایستگاه متروی بلسایز پارک
ایستگاه متروی بلسایز پارک (انگلیسی: Belsize Park tube station) یکی از ایستگاه‌های خط شمالی متروی لندن است.
این ایستگاه که در منطقه کمدن لندن قرار دارد در سال ۱۹۰۷ میلادی تأسیس شده‌است.

## نگارخانه

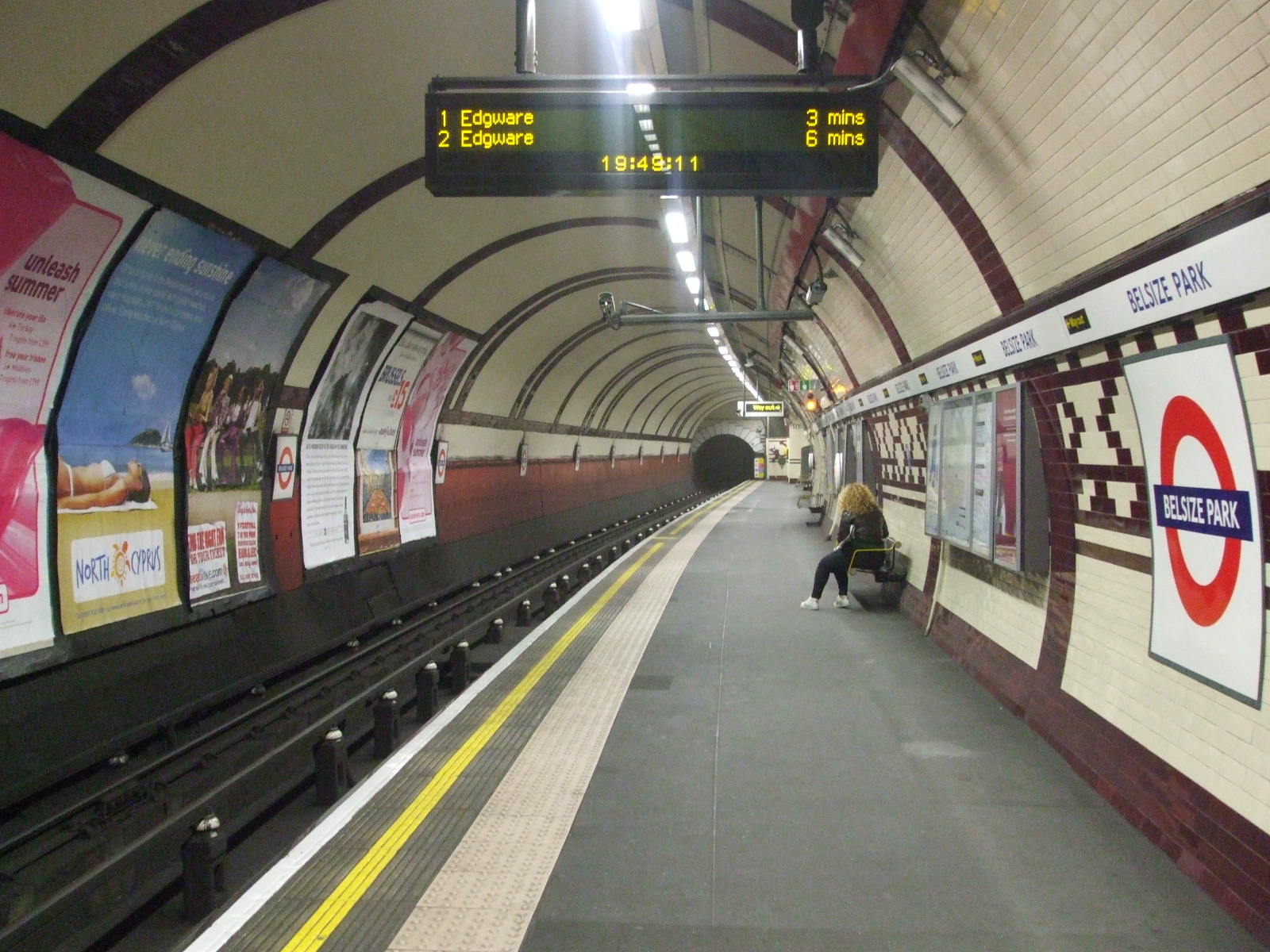
Northbound platform looking north
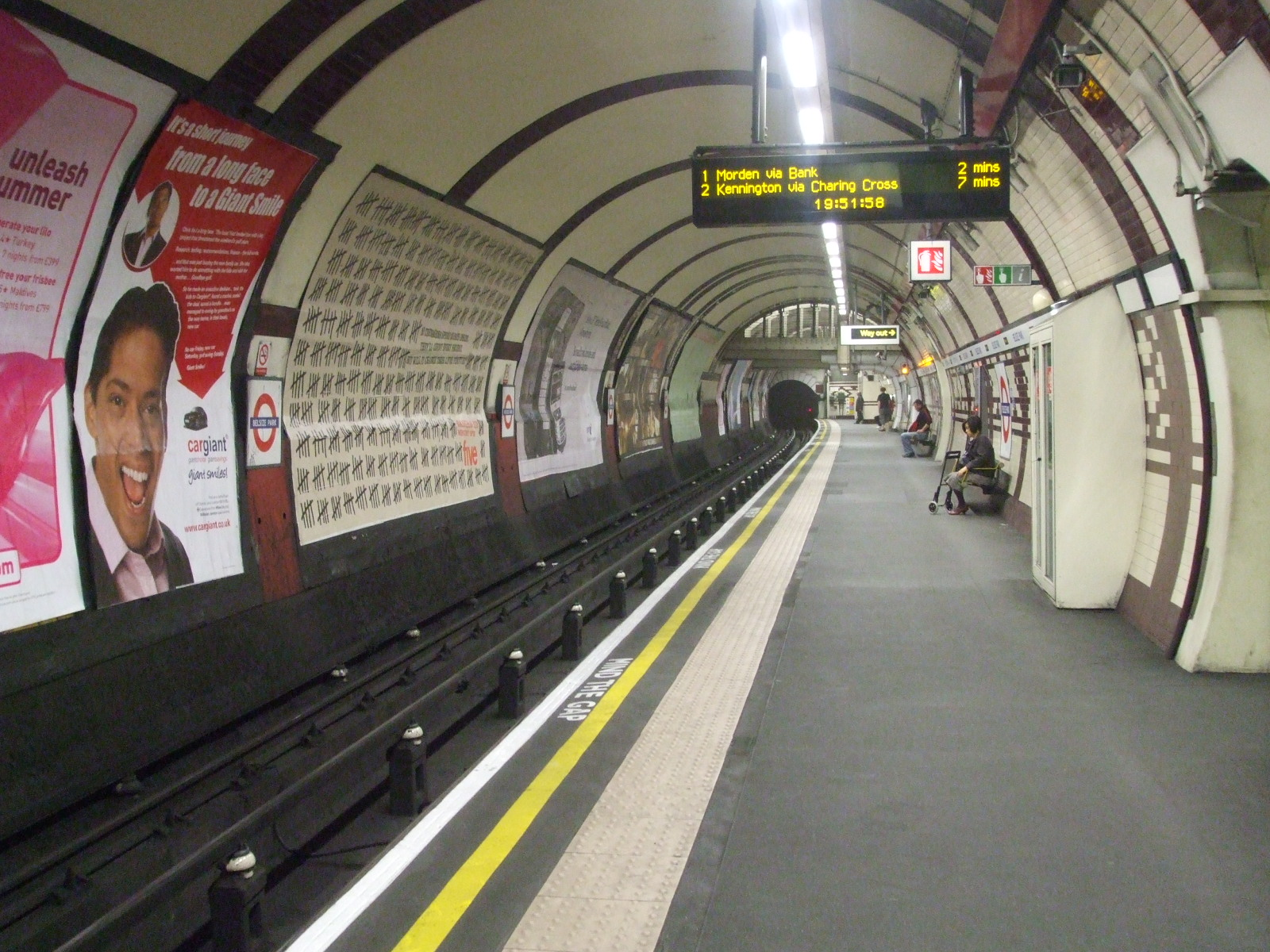
Southbound platform looking south
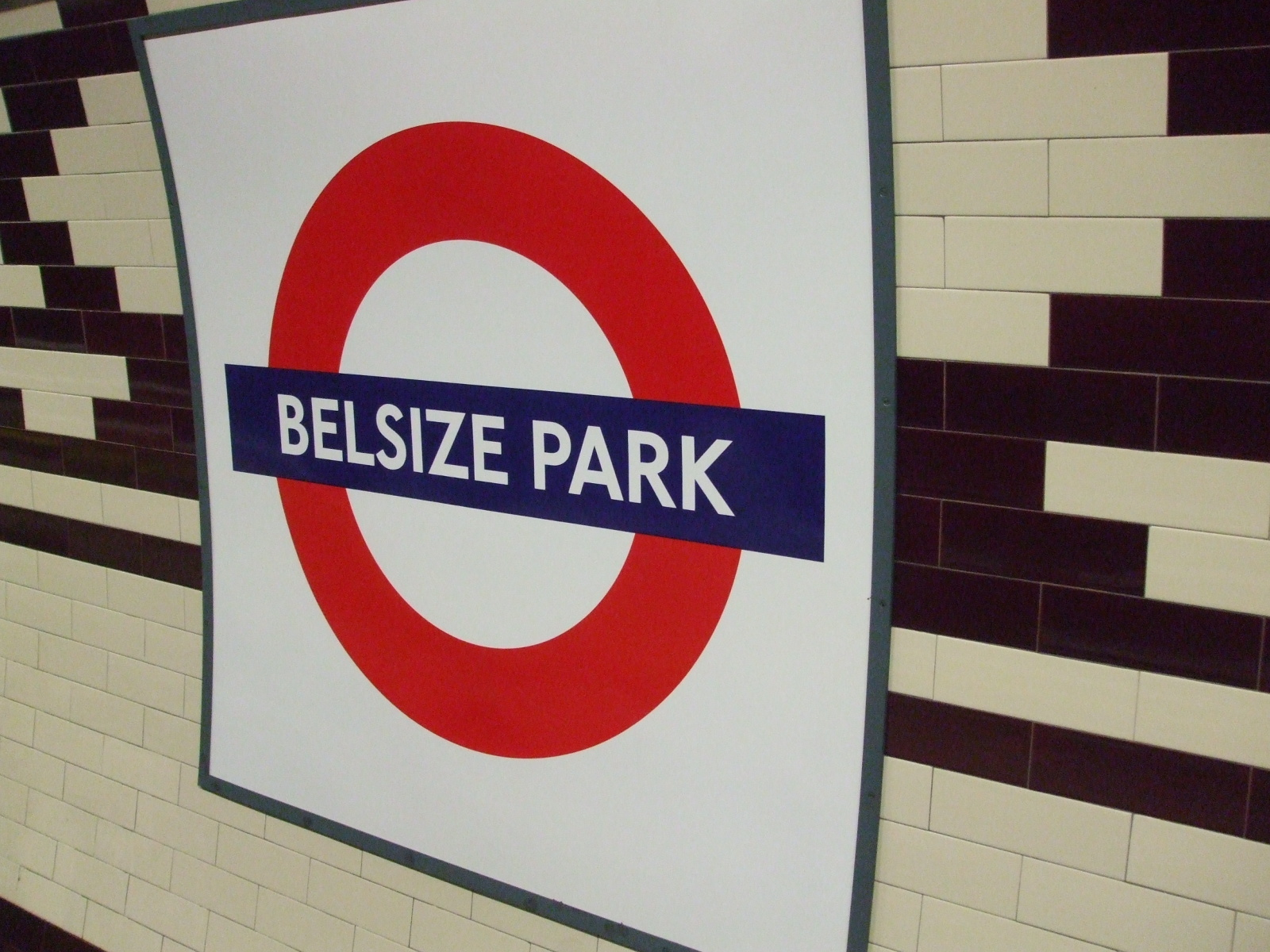
Roundel on northbound platform
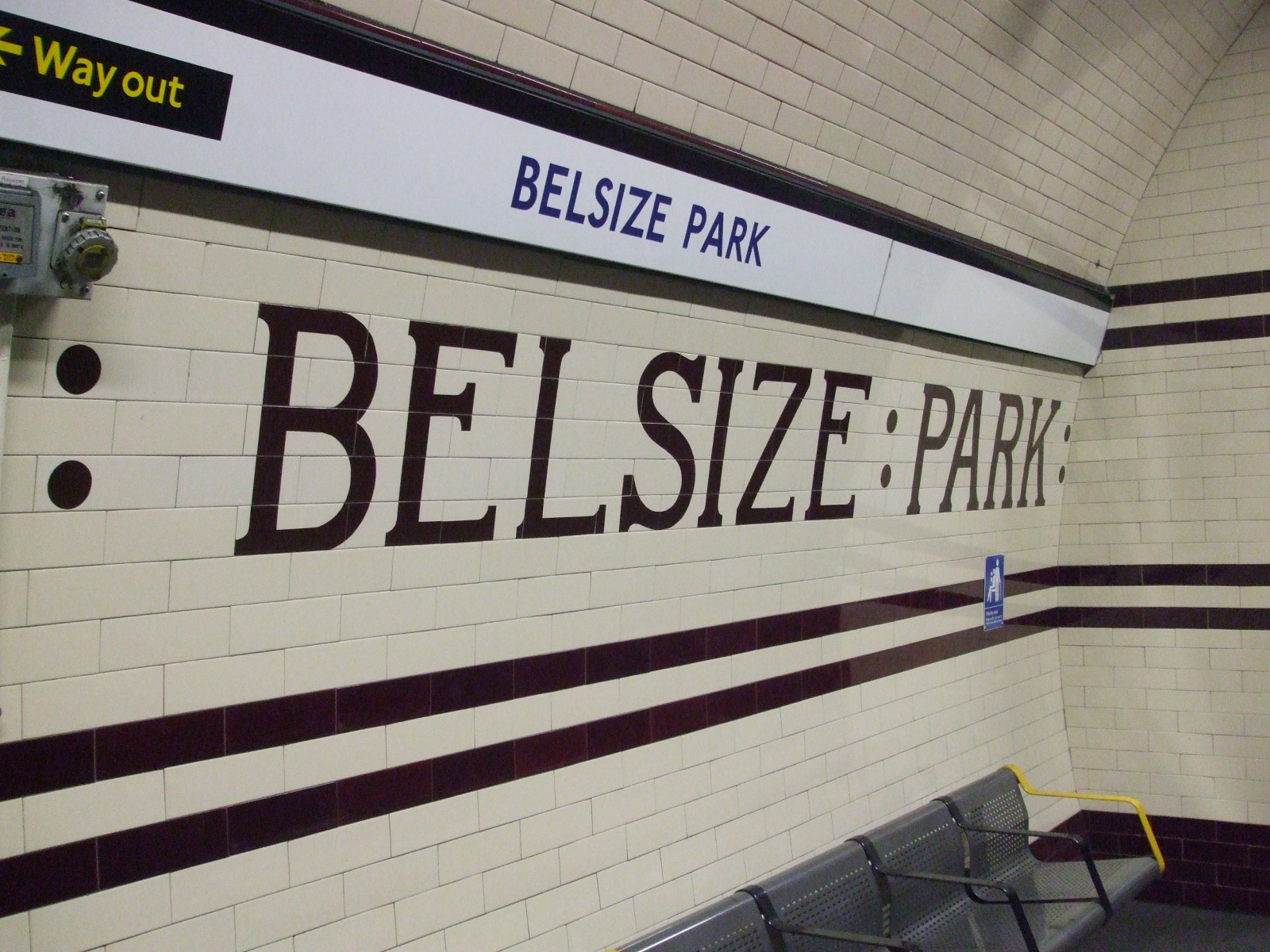
Original tiling on northbound platform